# A pszkovi építészeti iskola templomai
A pszkovi építészeti iskola templomai Pszkov és az orosz kultúra legbecsesebb kincsei közé tartoznak. Pszkov Oroszország egyik legrégebbi városa. Az évkönyvek először 903-ban említik a nevét, de valószínűleg jóval korábban keletkezett. A 13. századi mongol/tatár hódítás elkerülte, mint a közeli „nagyobbik testvér” Novgorodot is, melynek 1348-ig fennhatósága alatt állt; majd kb. 160 évig önálló városköztársaság volt. Ez alatt bontakozott ki és élte virágkorát a jellegzetes pszkovi építészet is, mígnem a város 1510-ben csatlakozott a moszkvai államhoz. E korai évszázadok egyházi építészetének fennmaradt emlékeit A pszkovi építészeti iskola templomai (angol nyelven: Churches of the Pskov School of Architecture) összefoglaló néven 2019-ben felvették az UNESCO Világörökség listájára.

## Pszkov történelmi városrészei

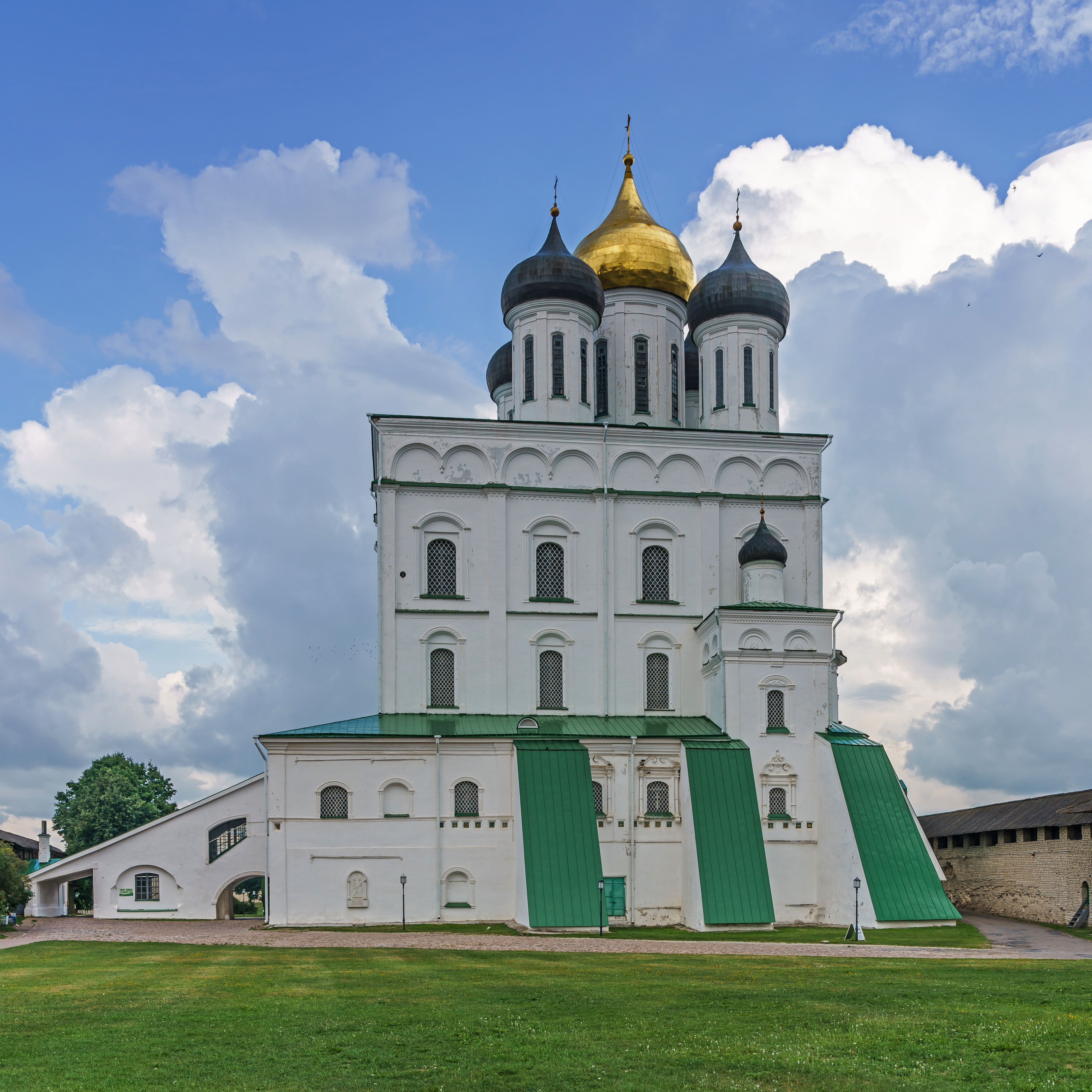
A Szentháromság-székesegyház

A város a Velikaja folyó jobb partját szegélyező dombokra épült. A Velikaja és a Pszkova folyó találkozásánál emelték első, megerősített központját, a kremlt, melyet Pszkovban Kromnak neveznek. A 13. században mellette létrejött települést szintén védőfallal vették körül, így kialakult egy második, külső erődítmény is. Ez a városrész a Dovmontov gorod (Dovmont fejedelemről elnevezve), mely szintén a Krom részének számít. Egykori templomaiból itt csupán az alapok maradtak meg. Később újabb, fallal védett városrészek alakultak: az Okolnij gorod (kb. jelentése: 'szomszédos város') és a Szrednyij gorod ('középső város'). A világörökségi templomok főként az utóbbi kettőben, valamint a Velikaja és a Pszkova folyón túl találhatók.
A Krom (pszkovi kreml) központi temploma, a Szentháromság-székesegyház (Троицкий собор, Troickij szobor) nem eredeti formájában őrződött meg. Az első kőtemplomot egy 10. századi, később leégett fatemplom helyén építették a 12. században (a hagyomány szerint 1138-ban). 1363-ban ennek boltozata beomlott, az épületet lebontották és 1365–67-ben pszkovi mesterek újra felépítették. Ezt az épületet is már csak rajzokból ismerjük, mert miután 1609-ben leégett, maradványait 1682-ben lebontották, és a régi alapokon 1682–1699 között teljesen új templomot emeltek. Bár napjainkban ez a 17. századi ötkupolás, 72 m magas templomépület és 18. századi harangtornya uralja a látványt és a Krom épületegyüttesét, nem élvez világörökségi védettséget (de természetesen országos jelentőségű műemlék).

## A pszkovi templomépítészet jellemzői

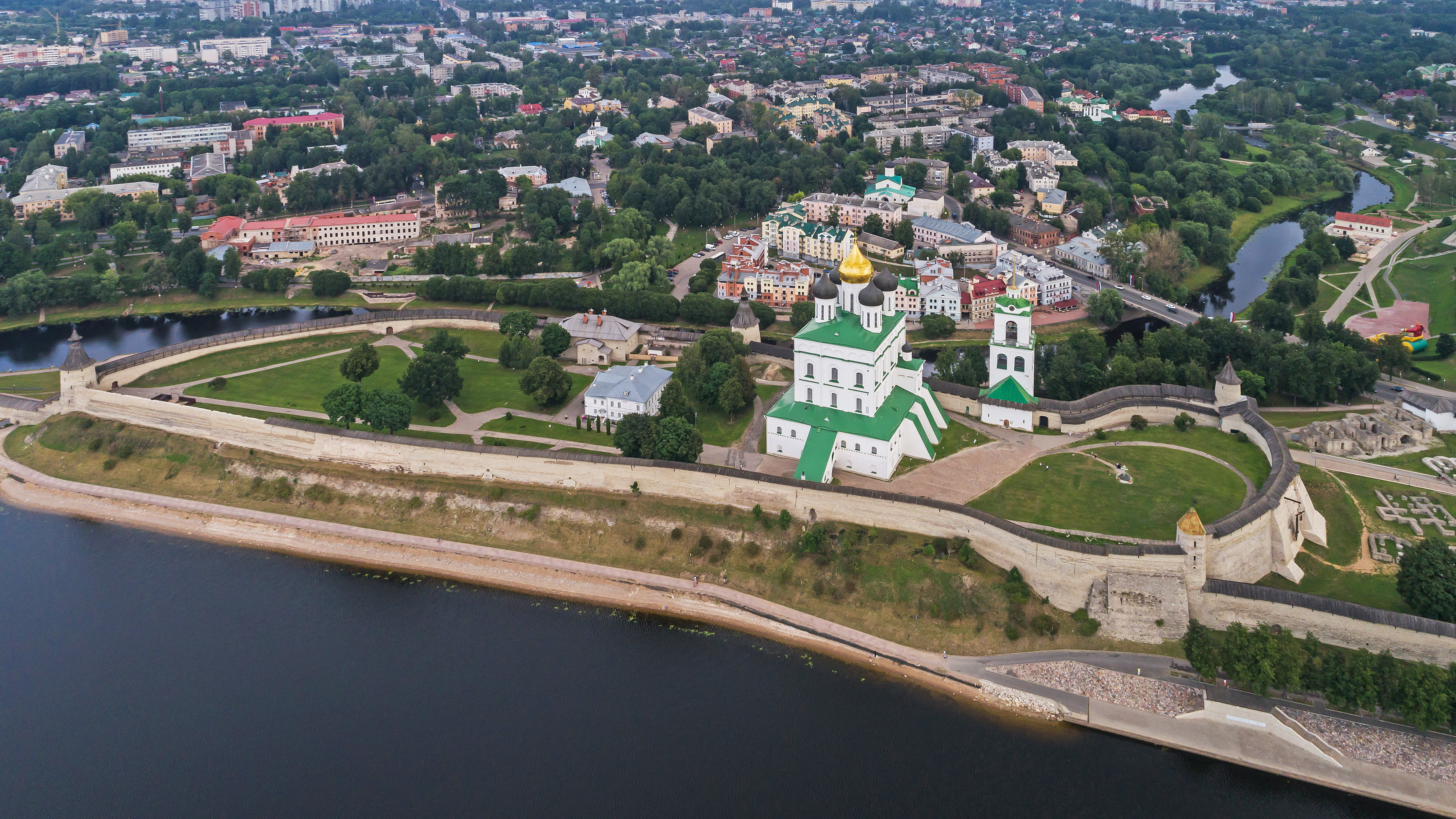
A pszkovi kreml (Krom)

A város korai építészeti örökségének java az egyházi építészet körébe tartozik. Pszkov építészete a novgorodi építészet hatása alakult, de különbözik is tőle. Egyszerűbb, archaikusabb, nincsenek monumentális templomai, mint kezdetben Novgorodnak. „Ha összevetjük a pszkovi és a novgorodi templomépítészet nagy korszakát, még erőteljesebben rajzolódik ki a pszkovi templomok intim jellege. Megállapíthatjuk azt is, hogy Pszkovban Novgorodhoz képest alacsonyabb a mesterségbeli színvonal… a pszkovi templomokat a kötetlen kompozíció és az ebből adódó festői hatás jellemzi.”
Pszkov polgári templomaiban a városköztársaság demokratizmusának hatása érződik: „négy pillér, kockatest, egyetlen kupola, sima díszítés az apszison és dobon… Ehhez járul a jellegzetes pszkovi harangszék.” A belső teret toldalékokkal igyekeznek bővíteni, a főépülethez kívül galériák (zárt vagy árkádos külső folyosók) kapcsolódnak. A 15. század kis templomai „tiszta formaképzésükkel és fejlett, keresztboltozatos technikájukkal tűnnek ki.” A templomok nem különülnek el a környezettől, hanem egyszerűen a házak között állnak.

## A világörökségi javaslati listán
Pszkov műemlékeinek egy része csak hosszú várakozási idő után került fel az UNESCO világörökségi listájára. Az első nevezés 2002-ben történt. Kezdetben a javaslati listán „Nagy Pszkov” («Великий Псков») néven a jelenleginél több és kiterjedtebb helyszín szerepelt, köztük a történelmi városközpont a kremllel, valamint Vibuti falu (Olga kijevi fejedelemasszony feltételezett születési helye, 12 km-re Pszkovtól) és az ősi Izborszk vára is (30 km-re Pszkovtól). Később a pszkovi kremlt más orosz városok kremljével együtt, „Oroszország kremljei” («Кремли России») néven akarták a javaslati listára benevezni. A következő újabb nevezési lista kialakításán 2015-ben kezdtek dolgozni, és hivatalosan 2017-ben nyújtották be „A régi Pszkov műemlékei” («Памятники Древнего Пскова») néven. Ebben 18 helyszín szerepelt: 2 védelmi jellegű építmény (a kreml Pokrovszkij- és Gremjacsij bástyája), 2 világi jellegű 17. századi épület (Pogankin kereskedő palotája és a kormányszék palotája), valamint 14 egyházi épület és kolostor. Végül 10 egyházi épület és kolostor maradt a listán, 2019-ben ezek kapták meg a világörökségi védettséget.

## A világörökség részét képező templomok

### Keresztelő Szent János-székesegyház

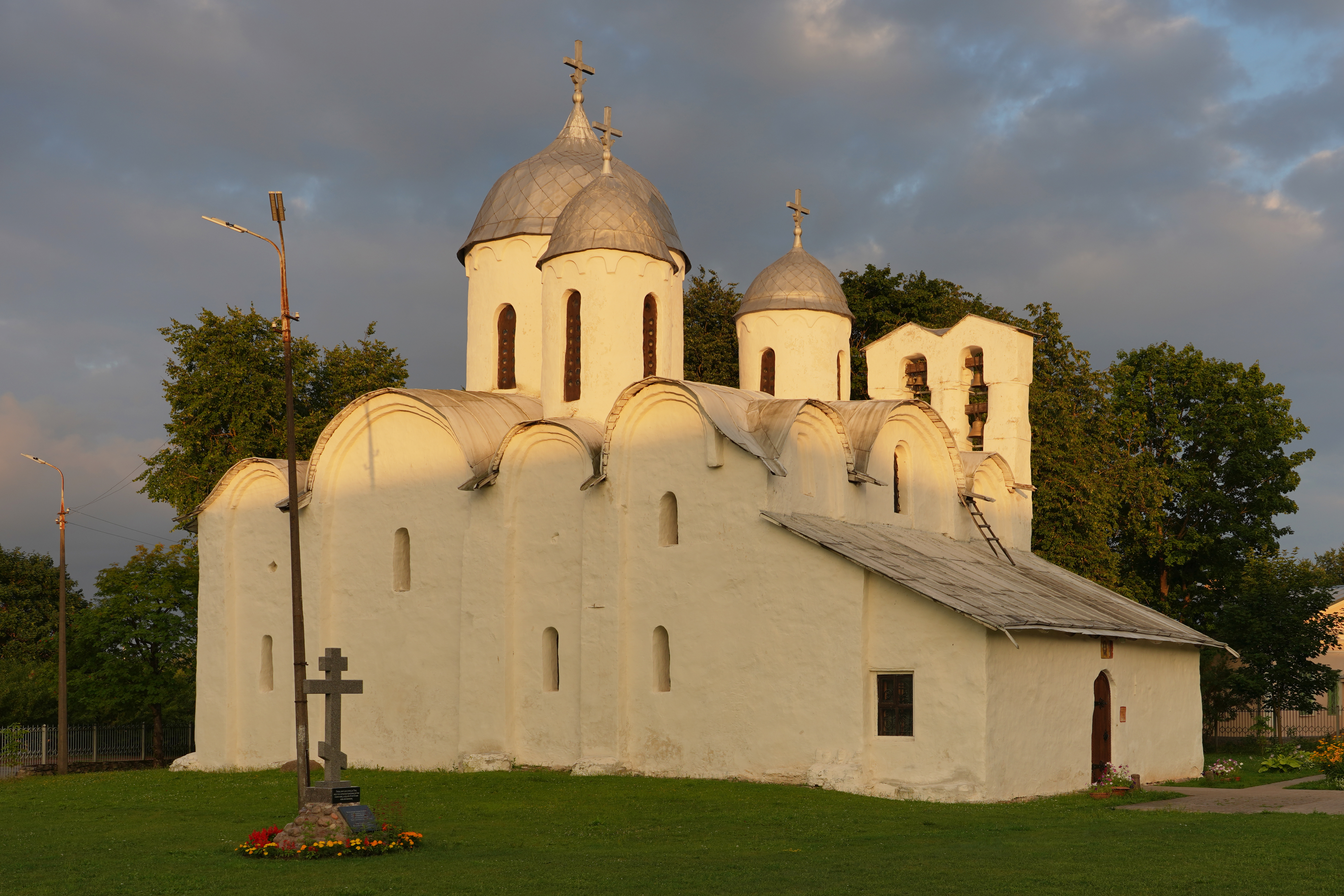
A Keresztelő Szent János-székesegyház

A székesegyház (собор Иоанна Предтечи Ивановского монастыря, szobor Ioanna Predtyecsi Ivanovszkovo monasztirja) egy mára megszünt női kolostorhoz tartozott. A kolostor első részletes leírása 1763-ból származik. Kertje a pszkovi fejedelmi feleségek temetkezési helye volt. A székesegyház a kremllel szemben, a Velikaja folyó bal partján áll. Keletkezéséről megoszlanak a vélemények: az 1120–30-as években vagy talán a század végén építhették. Az évkönyvek az 1433-as évnél említik először, egy tűzvésszel kapcsolatban. Ez a korai novgorodi építészeti hagyomány szerint épült egyetlen fennmaradt pszkovi templom. Hat pilléres, három apszisos épület, homlokzatán kevés a díszítés. Eredeti sisak alakú kupoláit egy felújítás során állították vissza. A belső falfestésnek csak kevés részlete maradt meg. A későbbi évszázadokban több változtatást hajtottak végre rajta, de lényegében megőrizte eredeti formáját. A kolostort az 1920-as években bezárták, épületeit egy bőrgyár használta, a templomban klubot rendeztek be. A világháború idején az épület megrongálódott, az 1940-es és 50-es évek fordulóján helyreállították, majd raktárnak használták. 1990-ben adták vissza az egyháznak.

### Mirozsi Megváltó-kolostor

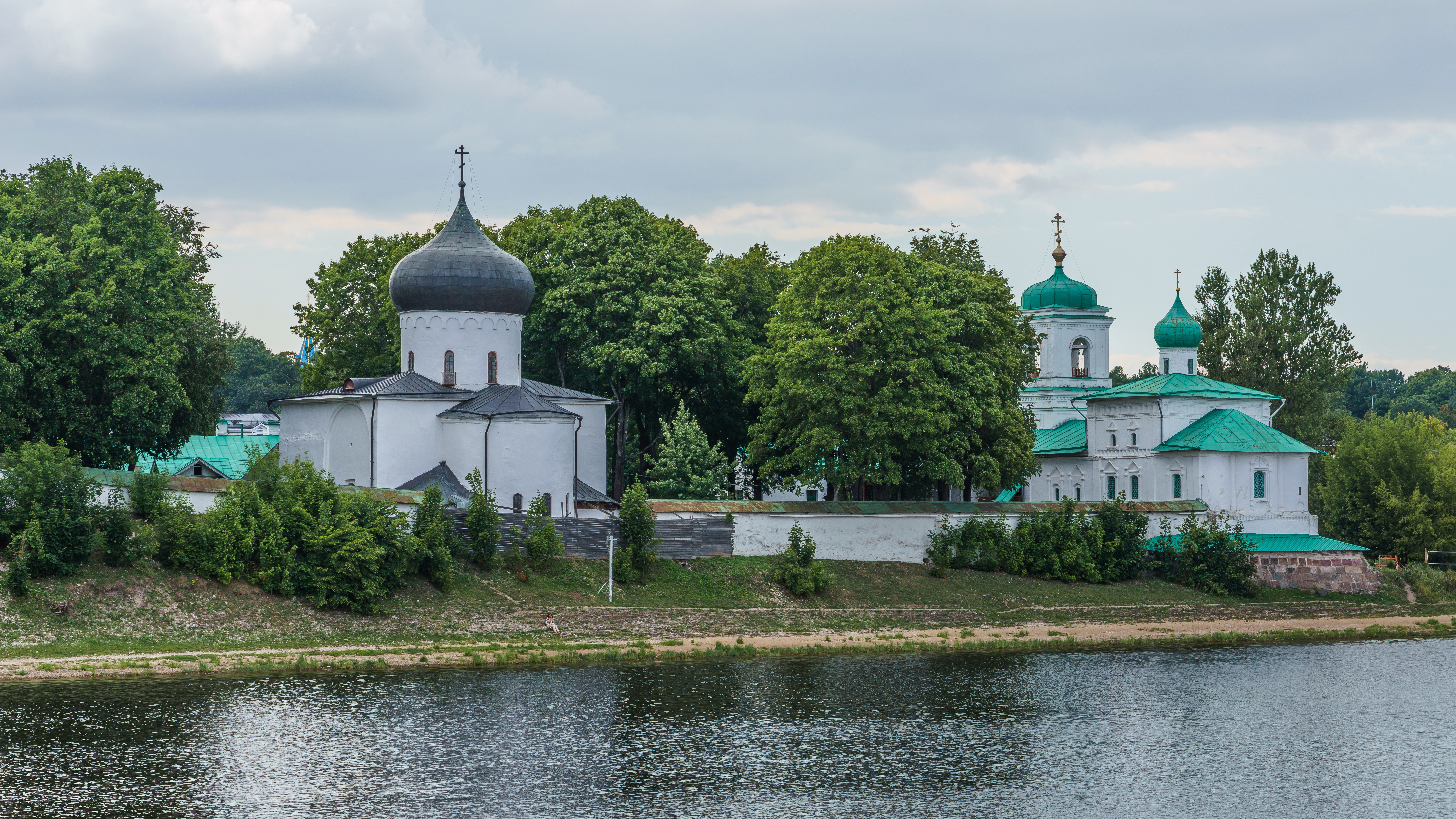
A Mirozsi Megváltó-kolostor

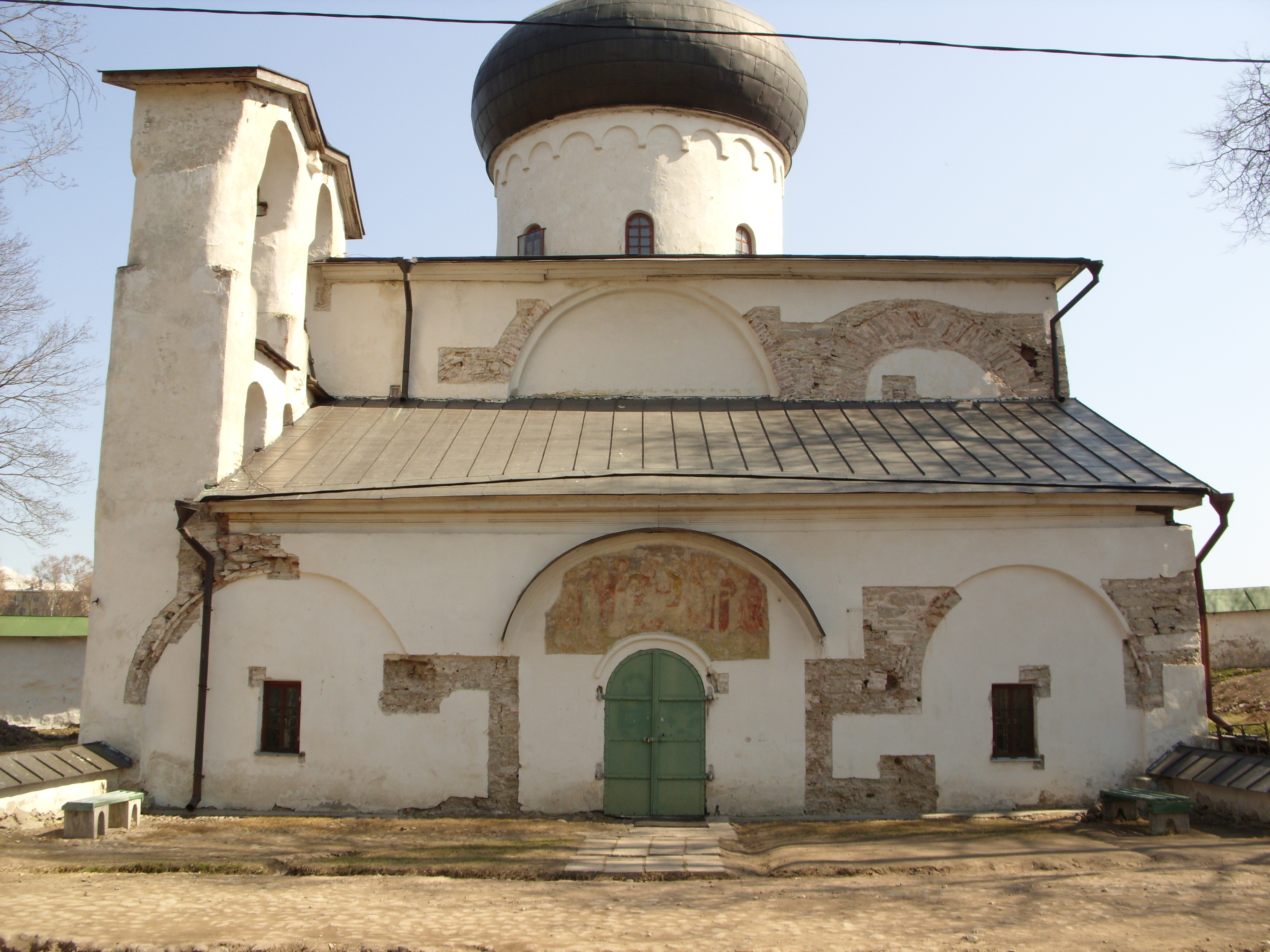
A kolostor székesegyháza

A Mirozsi Megváltó-kolostor épületegyüttesének központja az Urunk színeváltozása székesegyház (Спасо-Преображенский собор Мирожского монастыря, Szpaszo-Preobrazsenszkij szobor). Ez a város legrégebbi fennmaradt temploma. A Velikaja túlsó partján, a Mirozs nevű kis folyó torkolatában létesített férfi kolostort Nyifont érsek alapította. Itt íródtak a város évkönyvei, ikonfestő- és harangöntő műhelye is volt. Pszkov 1581-es ostroma idején Báthory István erdélyi fejedelem lengyel csapataival elfoglalta, ágyúival innen lövette a várost, de nem tudta azt bevenni.
A székesegyházat 1156 körül emelték. Ez Pszkov első kőtemploma és egyetlen bizánci típusú templomépülete. Az egykupolás templom pszkovi mészkőből épült, falazását vékony téglákkal tették változatosabbá. A kupoladobba vágott keskeny ablakok biztosítják a belső tér világítását. Építése után két évvel falait freskókkal borították be, melyek kb. 80%-a a mai napig megőrződött. „A freskók stílusa erősen eltér a kor novgorodi falképeiétől. Azonnal szembeötlik a kötetlen előadásmód és a jellegzetes, hangsúlyozott körvonalak alkalmazása,… a képekről hiányzik a jellegzetes bizánci szigor és elvontság, nem találjuk nyomát a görög művészek feszültségteremtő erejének sem.” A freskókat 1858-ban egy felújítás közben, a vastag vakolat alatt fedezték fel, 1889–1893 között átvizsgálták és 1897-től restaurálták. Értéküket növeli, hogy Oroszországban alig van eredeti freskó a mongol/tatár hódítás előtti korokból.
A székesegyház nyugati oldalán kétszintes harangszék áll (15–16. század). A fallal körülvett (1799–1805) kolostor másik templomát, a Szent István vértanúnak szentelt templomot (храм Первомученика Стефана) eredetileg 1406-ban emelték, mai formáját a 17. században nyerte. 1820-ban összeépítették a szerzetesek 1789-ben elkészült kétszintes épületével, melyhez harangtorony is tartozik. A kolostort 1994-ben adták vissza az egyháznak.

### Sznyetogorszki-kolostor

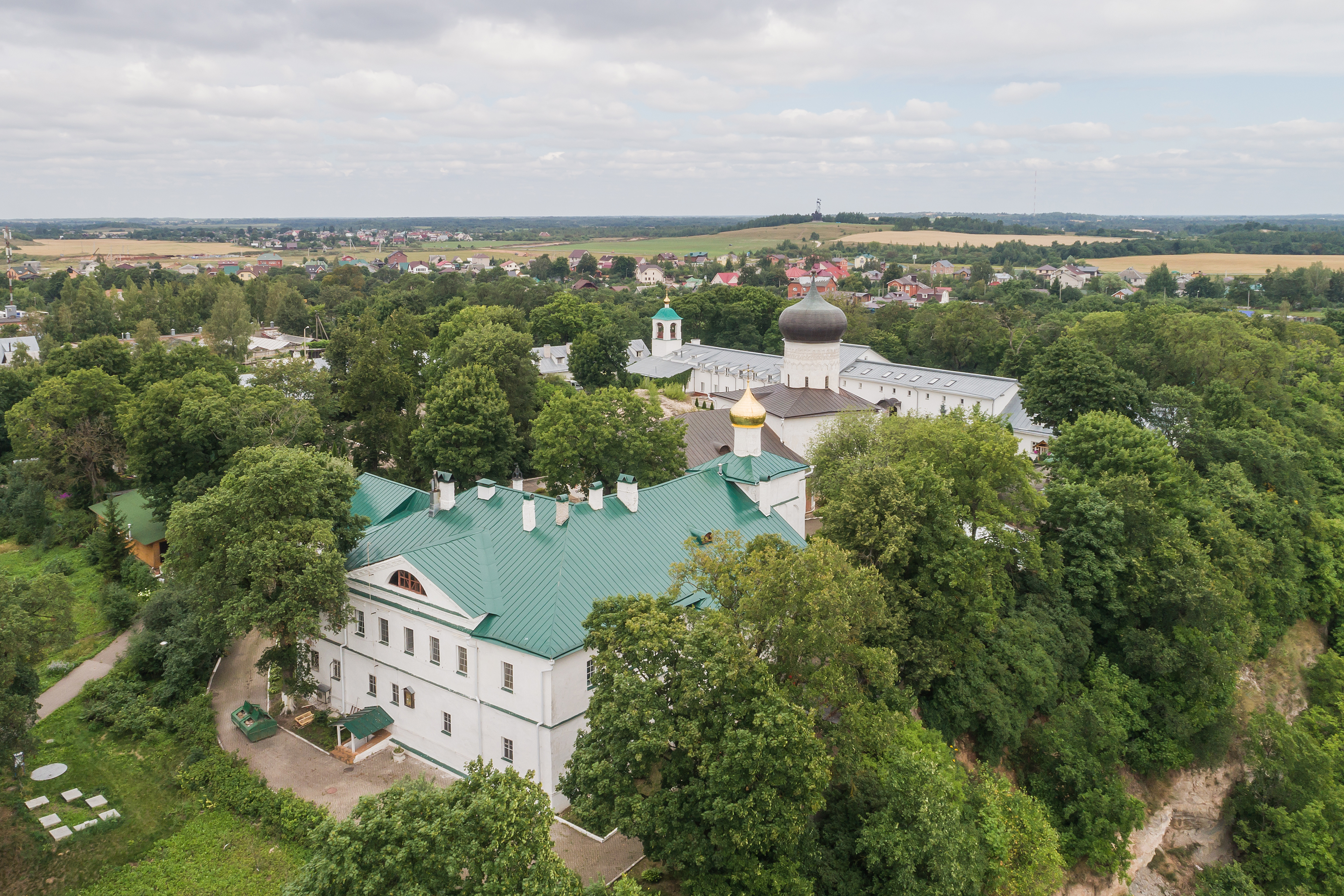
A Sznyetogorszki-kolostor

A Sznyetogorszki-kolostor és benne az Istenanya születése székesegyház (собор Рождества Богородицы Снетогорского монастыря, szobor Rozsgyesztva Bogorogyici) a városközponttól távolabb, a Velikaja magas jobb partján, a Sznyatnij-hegyen helyezkedik el. Alapítása talán Dovmont (Daumant) litván származású pszkovi fejedelem (1266–1299) nevéhez fűződik, pontos ideje nem ismert. Az évkönyvek először az 1299-es év eseményeinél említik, amikor a livóniai lovagok elfoglalták és fatemplomát is felégették.
Egykupolás székesegyháza a három apszissal 1310–1311-ben, az elpusztult fatemplom helyén épült. Eredeti alakja megismétli a 12. századi Mirozsi Megváltó-kolostor székesegyházának formáit. Archaikus freskói 1313-ban készültek, „de a XII–XIII. század szögletes vonalvezetését és hangsúlyozott kontúrjait idézik. Az energikusan és sok sötét színárnyalattal megfestett barna alaptónusú képek sajátos szigort árasztanak.” Pszkov 1581. évi ostromakor a freskók a templommal együtt megrongálódtak, és a 16. század végi újjáépítéskor lemeszelték őket, így őrződtek meg. Ezek a freskótöredékek a 14. századi – a későbbi évtizedekben virágkorát élő – pszkovi monumentális falfestészet egyetlen fennmaradt emlékei.
A kolostor Szent Miklós-temploma és a hozzá tartozó refektórium (szerzetesi étkező) 1519-ben épült. A templomot később átépítették, teljesen megváltozott formában maradt fenn. Ma egyetlen hagymakupolája és egy apszisa van. A 18. században emelt Mennybemenetel-templomnak (Церковь Вознесения, Voznyeszenyije-templom) és magas harangtornyának csak romjai maradtak. 1805-ben a területen érseki lakóház épült. Az 1920-as és 30-as években a kolostor lepusztult, később üdülőnek rendezték be, épületeit 1947-től az egészségügy használta. 1993-ban adták vissza az egyháznak, azóta női kolostor.

### Mihály arkangyal templom

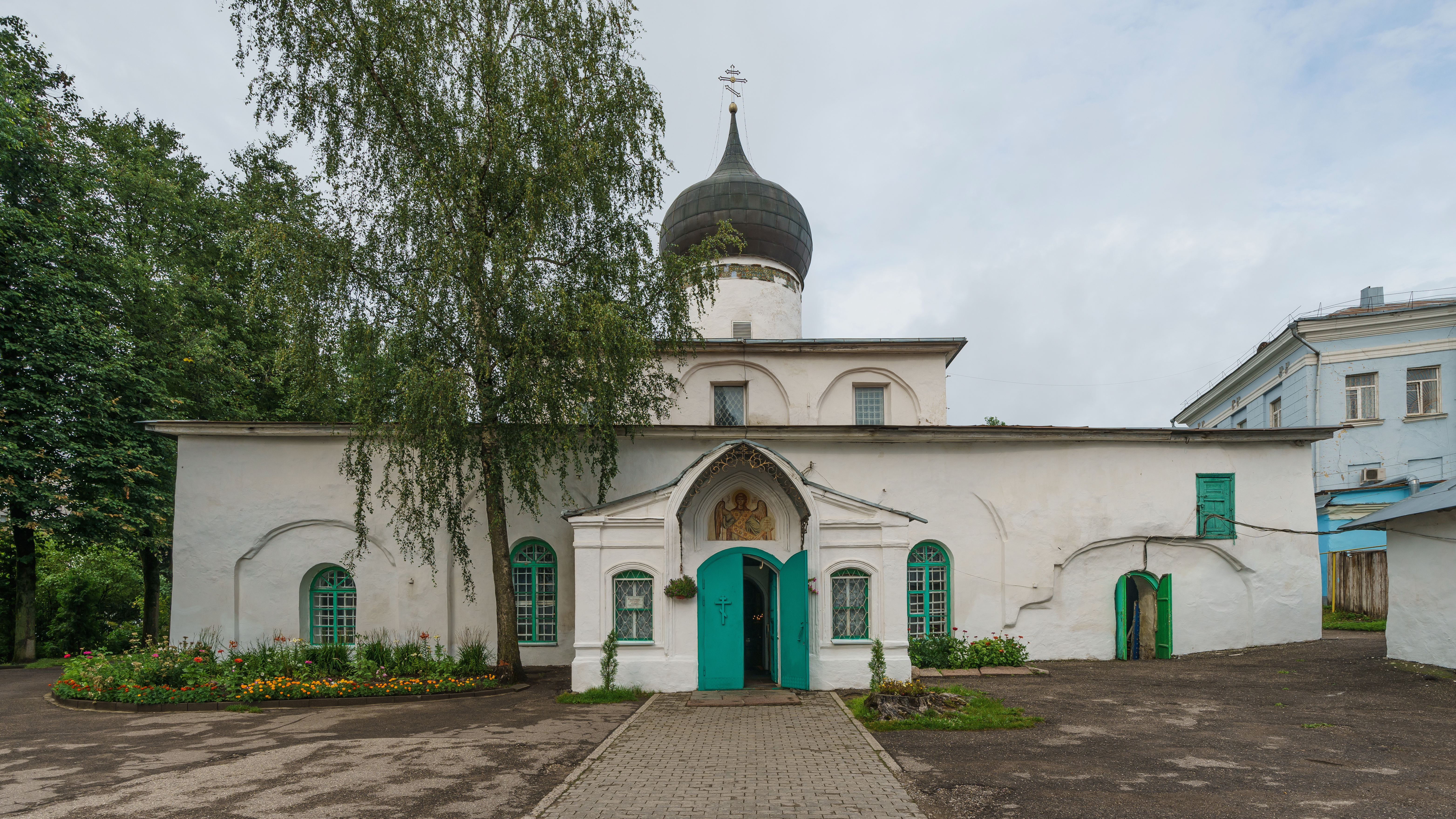
A Mihály arkangyal templom

A gorogyeci Mihály arkangyal templom (церковь Михаила Архангела, cerkov Mihaila Arhangela) mai formájában a 17. századi templomépítészet jellegzetes alkotása. A négypilléres, egykupolás novgorodi típusba sorolható. Eredetileg 1339-ben, a régi Pszkov Gorogyec városrészének piacterén állt. A század végén, majd a 15. század elején is több részt építettek hozzá. A 17. század elején lepusztult állapotban volt, 1613-ra valószínűleg felújították. 1694–95-ben átépítették, többek között akkor készült a jelenleg is látható kupoladob. 1936-ban bezárták a templomot, majd átadták a múzeumnak. Miután visszakapta az egyház, először 1995-ben tartottak benne istentiszteletet.
A hozzá tartozó harangtorony keletkezéséről nincsenek adatok, írásos forrás először 1763-ban tesz róla említést. A nyolcszög alaprajzú, kétszintes, sátortetős építmény 10 m magas, 7 m széles, alján kapunyílás van. Ez Pszkov egyetlen 17. századi moszkvai típusú sátortetős harangtornya. Két oldalról egy-egy földszintes épület csatlakozik hozzá.

### Oltalmazó Istenanya-templom

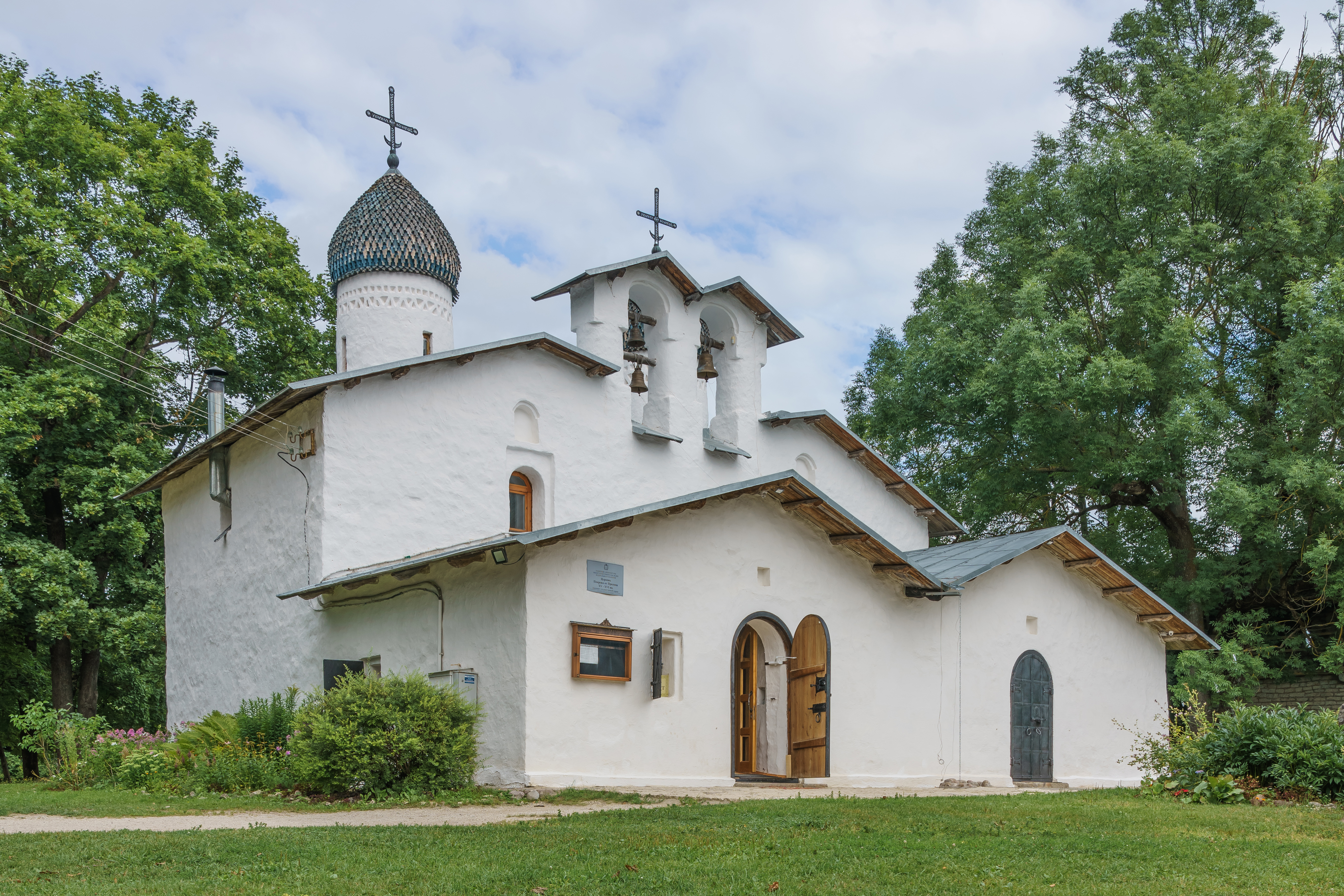
Az Oltalmazó Istenanya-templom, összeépítve a későbbi épülettel

Az Oltalmazó Istenanya-templom „a Prolomnál” (церковь Покрова от Пролома, cerkov Pokrova ot Proloma) elnevezésében a prolom szó – az orosz lomaty (ломать) jelentése: 'törni' – arra a helyre utal, ahol Báthory István seregei az 1581-es ostrom idején áttörték a védőfalat (de végül visszaverték őket). A templomot két kisebb, egyapszisos, közös fallal rendelkező, tartóoszlop nélküli templom alkotja, külön egy-egy mellékszárnnyal és kupolával. A régebbi, az Oltalmazó Istenanya-templom első említése 1399-ből való, valószínűleg egy kolostor része volt. Mellette a másik, Istenanya születése templomot 1582-ben emelték, az ostrom elhárításának emlékére. 1936-ban a templomot bezárták, épülete a háborúban megrongálódott. Az 1960-as években helyreállították, a régi minták alapján akkor készült a harangszék és a két kupola is. Az egyháznak visszadott templomban 1994-ben tartották az első istentiszteletet.

### Kozma és Damján-templom

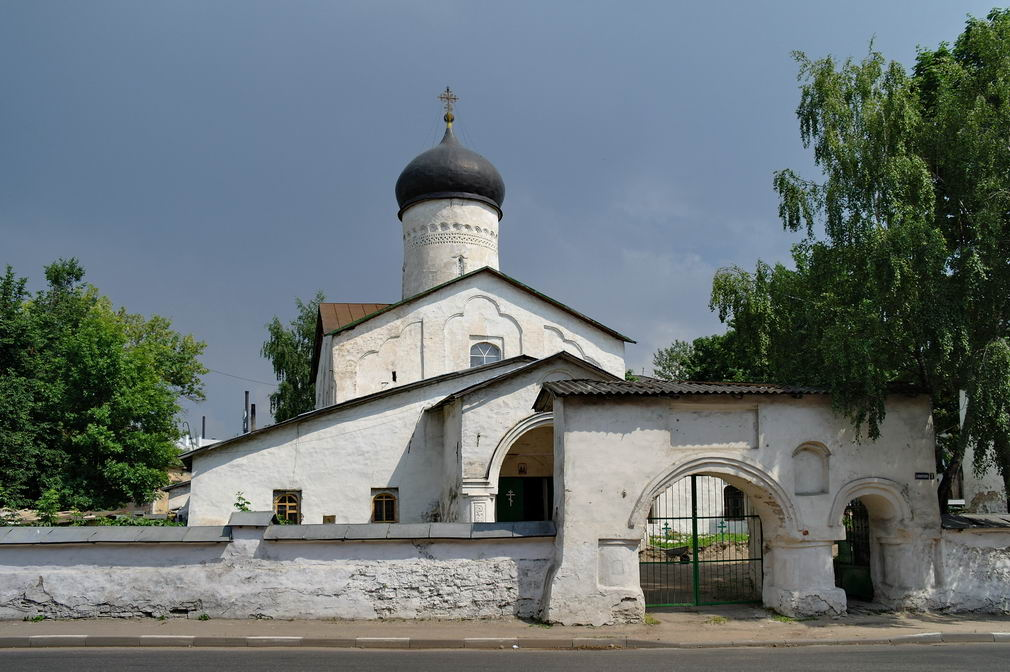
A Kozma és Damján-templom

A Kozma és Damján-templom „a Primosztyjéről” (церковь Козьмы и  Дамиана с  Примостья, cerkov Kozmi i Damiana sz Primosztyja) elnevezésében a primosztyje szó a híd melletti helyet jelöli. Egykupolás, négypilléres templom három apszissal. 1462–63-ban épült a korábbi, de 1458-ban leégett fatemplom helyén. A templom mellékszárnyában puskaport tároltak, ami 1507-ben felrobbant. Az átépítés után, 1541-ben az épület ismét kiégett. A második világháború idején több része erősen megrongálódott.

### Szent György-templom
A Szent György-templom „a Vzvoznál” (церковь Георгия со Взвоза, cerkov Georgija szo Vzvoza) elnevezésében a vzvoz a föfelé szállításra utal (взвозить: 'felhordani, felszállítani'). A Velikaja folyó egykori átkelőhelyénél, egy emelkedő partszakaszon épült 1494-ben. Kisméretű, egykupolás templom, három apszisa közül a két szélső keskenyebb és alacsonyabb. A galéria (zárt folyosó) a 17. századból való, fölötte a harangszék 1831-ben készült.

### Úr megjelenése templom

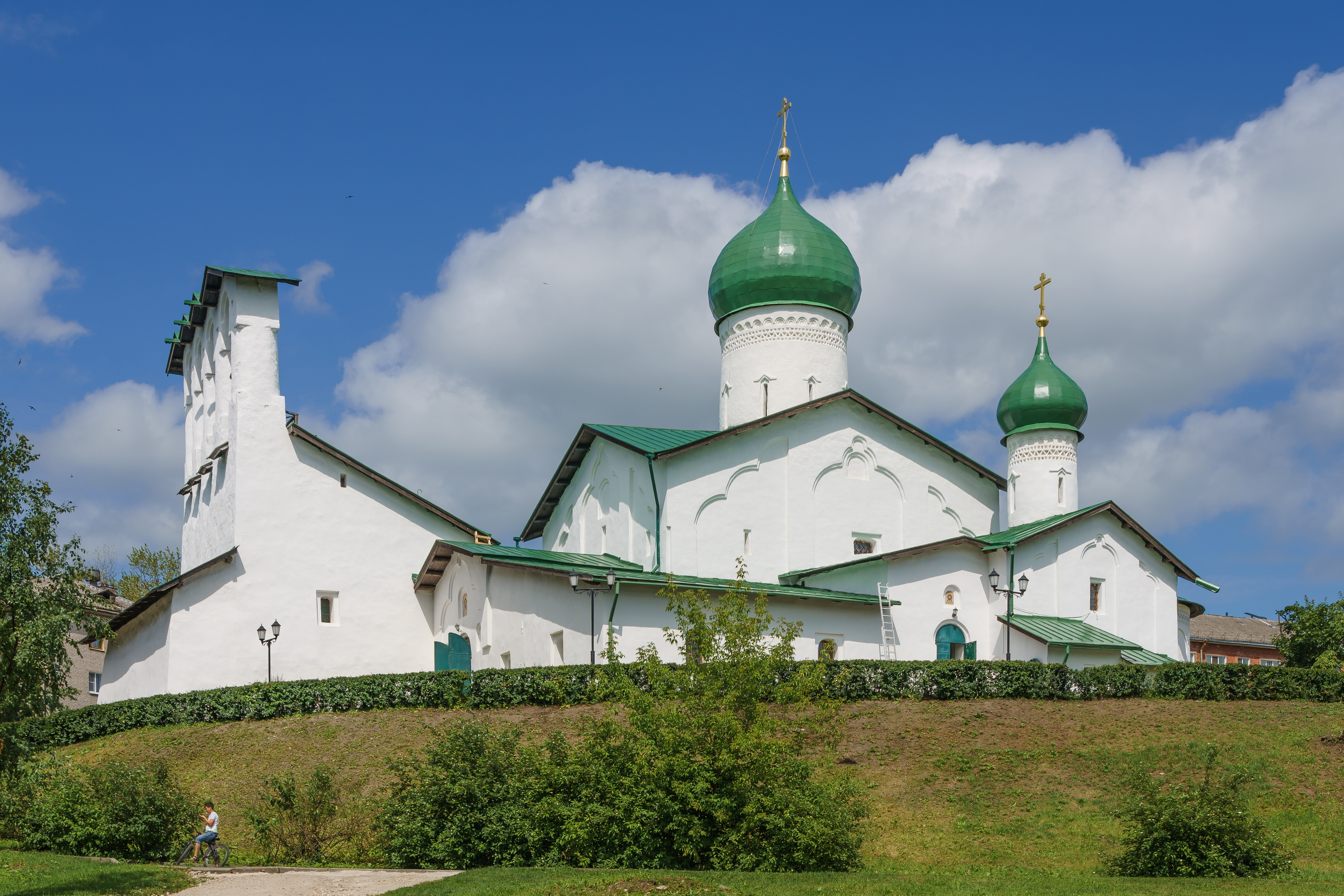
Az Úr megjelenése templom

Az Úr megjelenése templom a harangszékkel (церковь Богоявления со звонницей [на Запсковье], (cerkov Bogojavlenyija szo zvonnyicej). Első említése 1398-ból származik, de ma ismert formájában 1496-ban, a korábbi templom helyén épült. A Pszkova folyó árterének kiemelkedő, meredek partszakaszán áll. Mellékszárnyakkal és boltíves galériával készült. A négyárkádos harangszéket egy külön erre a célra épített magas falra helyezték. Ezt a megoldást más 16. századi pszkovi templomoknál is szívesen alkalmazták. A világháború idején erősen megrongálódott, 1946–53 között felújították, az 1990-es években régészeti és feltáró munkákat végeztek, majd a 2000-es években felújították.

### Nagy Szent Vazul-templom

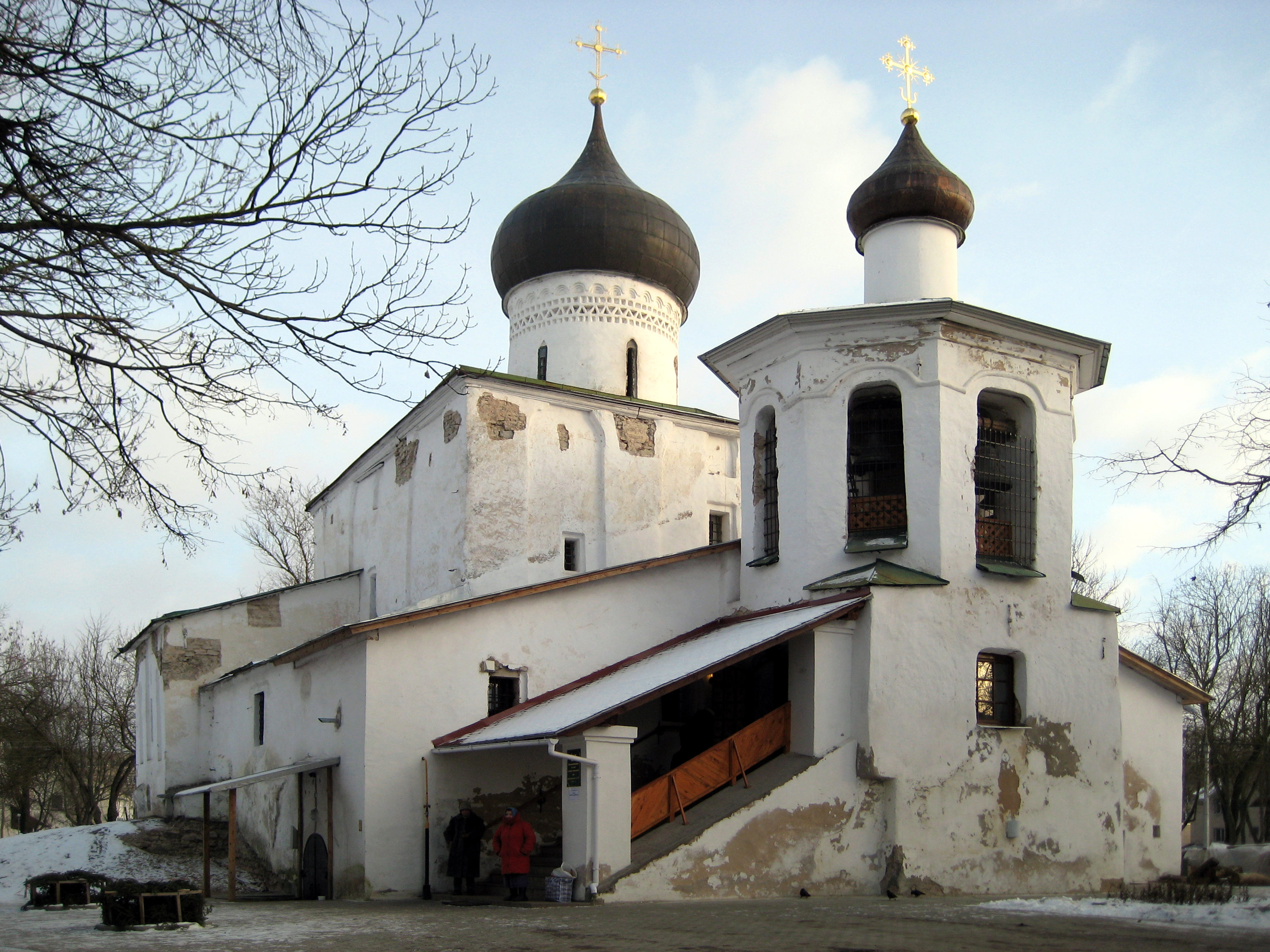
A Szent Vazul-templom

A dombon álló Nagy Szent Vazul-templom (церковь Василия на  Горке, cerkov Vaszilija na Gorke) Pszkov egyetlen 15. század elejéről fennmaradt temploma. Az 1377-ben épült régi helyett emelték 1413-ban (na gorke, vagyis 'a dombon'). Feltételezik, hogy a 16. században lebontották és újra felépítették, de ez dokumentumokkal nem bizonyított. A 15. század a városállam, a városi vecse (népgyűlés) és egyben a pszkovi építészet virágkora. A század folyamán számos új kőtemplom keletkezett – többnyire osztatlan, pillér nélküli belső térrel – és jelentős erődítési munkák is folytak. Ez a templom a nagyobbak közé tartozik. „A szokásos négypilléres, egykupolás, háromapszisos templom új vonása, hogy északról egy épületszárny csatlakozik hozzá [és további két oldalszárny is], amely feloldja a kocka tömegének merevségét, és természetesebbé, festőibbé teszi a templomot.” Harangtornya 1740-ben keletkezett. A szovjet korszakban bezárták, a világháborúban telitalálatot kapott, 1950-ben elvégezték a romos épület konzerválását. Később a levéltár iratait raktározták falai között 1998-ig. 2004-ben tartottak benne először istentiszteletet.

### Szent Miklós-templom

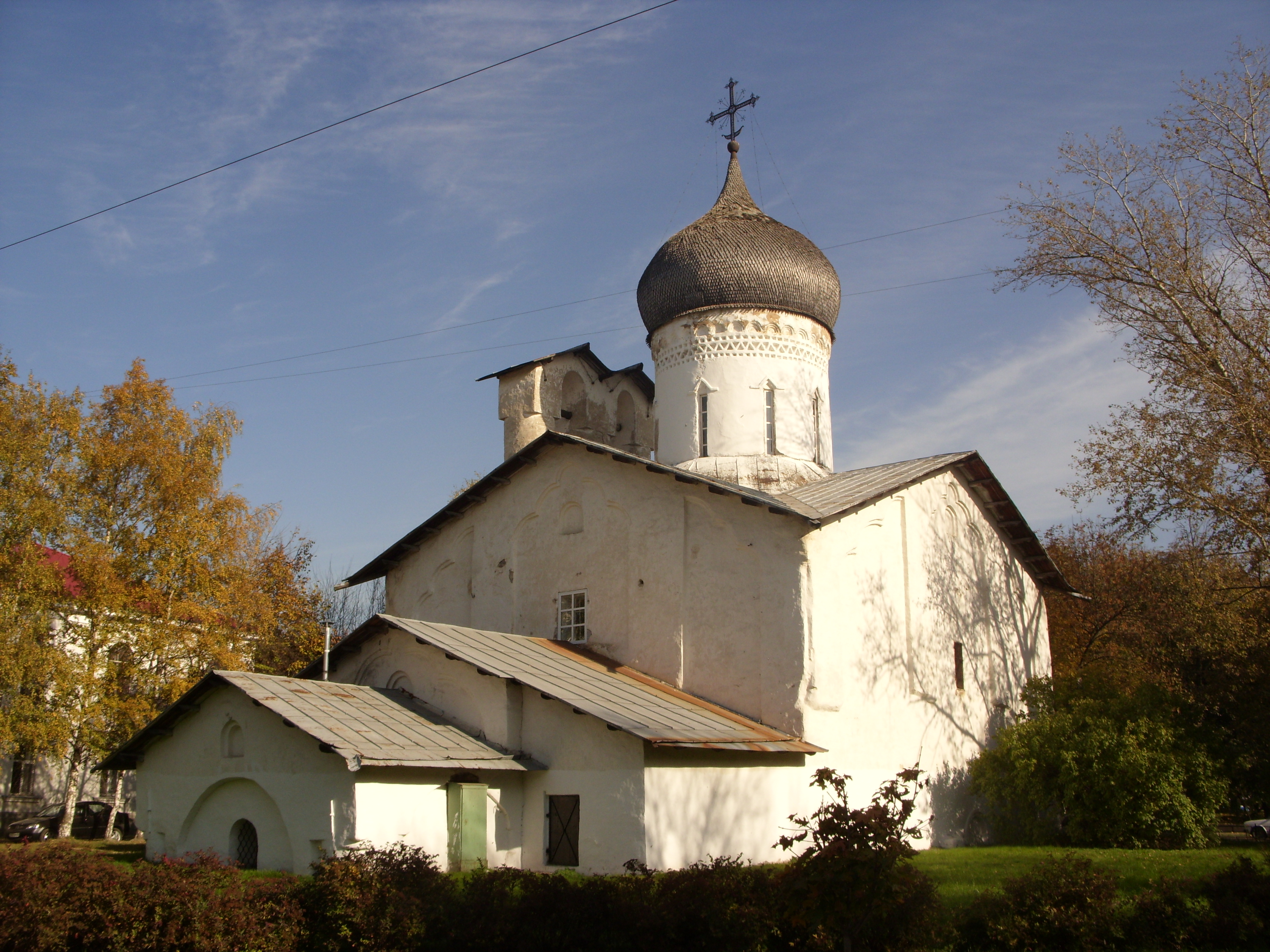
A Szent Miklós-templom

Szent Miklós-templom „Uszoháról” (церковь Николая Чудотворца с  Усохи, cerkov Nyikolaja Csudotvorca sz Uszohi). Az első kőtemplom építésekor, 1371-ben a környéket még mocsár borította; ennek kiszáradt helyén jött létre az Uszoha városrész (uszoha = 'száraz hely'). A jelenlegi épületet 1536-ban, a leégett régi helyett építették. Két mellékszárnya (toldaléka) közül az egyik talán a templommal egyidőben, a másik csak 1865-ben épült. A főépület délkeleti sarkához kis kápolna csatlakozik. A templom építésekor az északi falon harangszéket helyeztek el, ezt később harangtoronyra cserélték. A templomot 2005-ben adták vissza az egyháznak.